# Sir Mix-a-Lot
Anthony Ray född 12 augusti 1963, mer känd under sitt artistnamn Sir Mix-a-Lot, är en amerikansk rappare, producent och låtskrivare från Seattle, Washington. Han är mest känd för sin hitsingel "Baby Got Back" från 1992, som blev den näst mest sålda låten i USA det året efter Whitney Houston's "I Will Always Love You"